# Dorylomorpha hackmani
Dorylomorpha hackmani är en tvåvingeart som beskrevs av David Edward Albrecht 1979. Dorylomorpha hackmani ingår i släktet Dorylomorpha och familjen ögonflugor. Arten är reproducerande i Sverige. Inga underarter finns listade i Catalogue of Life.